# Desafío 2009: La lucha de las regiones, la revancha
Desafío: La Lucha de las Regiones, La Revancha 2009 fue un reality show colombiano coproducida por Caracol Televisión y BE-TV, emitido desde el 30 de agosto de 2009, tuvo una exitosa emisión junto a Las muñecas de la mafia al alcanzar una media de índice de audiencia de 14.3 y un share de 38.8% ubicándose como el tercer programa de televisión más visto en 2009.
La premisa es la misma que la de los anteriores versiones del desafío emitidas desde el 2004: enfrentar diferentes equipos cada uno formado por participantes que comparten ciertas características en su estilo de vida, contra equipos formados por participantes con características diferentes.
Esta constituye la sexta temporada de Desafío y en esta ocasión se han repetido los estándares de la quinta temporada enfrentando a participantes de diferentes regiones, teniendo como novedad un grupo de Colombianos residentes fuera de su país.

## Participantes
| Fusión  | Fusión       | Fusión       | Fusión       | Fusión       | Fusión       | Fusión       | Fusión       | Fusión       | Fusión       | Fusión       | Fusión       | Fusión                                                    | Fusión                                                     | Fusión                                            | Fusión  |
| Puesto  | Participante | Participante | Participante | Participante | Participante | Participante | Participante | Participante | Participante | Participante | Participante | Participante                                              | Participante                                               | Situación actual                                  | Estadía |
| ------- | ------------ | ------------ | ------------ | ------------ | ------------ | ------------ | ------------ | ------------ | ------------ | ------------ | ------------ | --------------------------------------------------------- | ---------------------------------------------------------- | ------------------------------------------------- | ------- |
| 1       |              |              |              |              |              |              |              |              |              |              |              |                                                           | Didier Castañeda Publicista.                               | Ganador del Desafío 2009                          | 84 días |
| 2       |              |              |              |              |              |              |              |              |              |              |              |                                                           | Ludwig Monoga Entrenador personal.                         | Finalista del Desafío 2009                        | 84 días |
| 3       |              |              |              |              |              |              |              |              |              |              |              |                                                           | Fabián Guzmán Estudiante de fotografía.                    | Semifinalista Eliminado En la batalla final       | 83 días |
| 4       |              |              |              |              |              |              |              |              |              |              |              |                                                           | Maryluz López Campesina.                                   | 18.ª Eliminada En duelo de resistencia.           | 82 días |
| 5       |              |              |              |              |              |              |              |              |              |              |              |                                                           | Jonathan Mulford Abogado.                                  | 17.° Eliminado En duelo de habilidad.             | 79 días |
| 6       |              |              |              |              |              |              |              |              |              |              |              |                                                           | Stephanie Coymat Ex-bicicrocista.                          | 16.ª Eliminada En duelo de fuerza y resistencia.  | 76 días |
| 7       |              |              |              |              |              |              |              |              |              |              |              |                                                           | José Jesús Henao Instalador de energía solar.              | 15.° Eliminado En duelo de equilibrio y destreza. | 73 días |
| 8       |              |              |              |              |              |              |              |              |              |              |              |                                                           | Andrés Gaitán Administrador de empresas.                   | 14.º Eliminado En duelo de destreza y agilidad.   | 70 días |
| 9       |              |              |              |              |              |              |              |              |              |              |              |                                                           | John Jairo Larios Escolta.                                 | 13.° Eliminado con 4/8 votos.                     | 67 días |
| Etapa 3 |              |              |              |              |              |              |              |              |              |              |              |                                                           |                                                            |                                                   |         |
| 10      |              |              |              |              |              |              |              |              |              |              |              |                                                           | Anaís Gutiérrez Boxeadora.                                 | 12.ª Eliminada con 5/6 votos.                     | 63 días |
| 11      |              |              |              |              |              |              |              |              |              |              |              |                                                           | Miguel Ángel Urrea Educador físico.                        | 11.° Eliminado con ?/7 votos.                     | 60 días |
| 12      |              |              |              |              |              |              |              |              |              |              |              |                                                           | María Claudia Rubio Estudiante y mesera.                   | 10.ª Eliminada con 3/5 votos.                     | 56 días |
| 13      |              |              |              |              |              |              |              |              |              |              |              |                                                           | Aydee Patricia Galvis Bacterióloga y entrenadora personal. | 9.ª Eliminada con 3/6 votos.                      | 53 días |
| Etapa 2 |              |              |              |              |              |              |              |              |              |              |              |                                                           |                                                            |                                                   |         |
| 14      |              |              |              |              |              |              |              |              |              |              |              |                                                           | Marie Cristine Echávez Estudiante universitaria.           | 8.ª Eliminada Abandona por lesión.                | 49 días |
| 15      |              |              |              |              |              |              |              |              |              |              |              |                                                           | Arlex Ávila Comerciante.                                   | 7.° Eliminado con 3/5 votos.                      | 43 días |
| 16      |              |              |              |              |              |              |              |              |              |              |              |                                                           | Sandra Mendivelso Administradora hotelera.                 | 6.ª Eliminada con 2/5 votos.                      | 37 días |
| 17      |              |              |              |              |              |              |              |              |              |              |              |                                                           | Carlos Ponnefz "Turro" Arquitecto.                         | 5.° Eliminado con 5/7 votos                       | 31 días |
| 18      |              |              |              |              |              |              |              |              |              |              |              |                                                           | Sofía Blanchet Presentadora y actriz.                      | 4.ª Eliminada con 4/6 votos                       | 25 días |
| 19      |              |              |              |              |              |              |              |              |              |              |              |                                                           | Paola Rodríguez Subteniente retirada.                      | 3.ª Eliminada con 5/6 votos                       | 19 días |
| 20      |              |              |              |              |              |              |              |              |              |              |              |                                                           | Jhovanna Ramírez Asesora cultural.                         | 2.ª Eliminada con 6/7 votos                       | 13 días |
| 21      |              |              |              |              |              |              |              |              |              |              |              |                                                           | Shirley Bermúdez Fileteadora.                              | 1.ª Eliminada con 6/7 votos                       | 7 días  |
| Etapa 1 |              |              |              |              |              |              |              |              |              |              |              |                                                           |                                                            |                                                   |         |
| 22/26   |              |              |              |              |              |              |              |              |              |              |              |                                                           | Luis Alberto Rangel Veterinario.                           | Eliminados Sin cupo.                              | 4 días  |
| 22/26   |              |              |              |              |              |              |              |              |              |              |              | María Fernanda Ardila Administradora de empresas.         |                                                            | Eliminados Sin cupo.                              | 4 días  |
| 22/26   |              |              |              |              |              |              |              |              |              |              |              | Silvia Juliana Ordóñez Estudiante de comunicación social. |                                                            | Eliminados Sin cupo.                              | 4 días  |
| 22/26   |              |              |              |              |              |              |              |              |              |              |              | Hugo Álvarez Taxista.                                     |                                                            | Eliminados Sin cupo.                              | 4 días  |
| 22/26   |              |              |              |              |              |              |              |              |              |              |              | John Jairo Agudelo Zapatero.                              |                                                            | Eliminados Sin cupo.                              | 4 días  |
| 27/31   |              |              |              |              |              |              |              |              |              |              |              |                                                           | Dayana Inchaurregui Estudiante.                            | Eliminados Sin cupo.                              | 3 días  |
| 27/31   |              |              |              |              |              |              |              |              |              |              |              | Karen Alegría Modelo.                                     |                                                            | Eliminados Sin cupo.                              | 3 días  |
| 27/31   |              |              |              |              |              |              |              |              |              |              |              | Carlos Durán Exfutbolista.                                |                                                            | Eliminados Sin cupo.                              | 3 días  |
| 27/31   |              |              |              |              |              |              |              |              |              |              |              | Ronalth Mejía Docente.                                    |                                                            | Eliminados Sin cupo.                              | 3 días  |
| 27/31   |              |              |              |              |              |              |              |              |              |              |              | Bladimir Plazas Vendedor.                                 |                                                            | Eliminados Sin cupo.                              | 3 días  |
| 32/36   |              |              |              |              |              |              |              |              |              |              |              |                                                           | Jennifer Morales Estudiante de comunicación social.        | Eliminados Sin cupo.                              | 2 días  |
| 32/36   |              |              |              |              |              |              |              |              |              |              |              | Astrid Elena Velásquez Tecnóloga.                         |                                                            | Eliminados Sin cupo.                              | 2 días  |
| 32/36   |              |              |              |              |              |              |              |              |              |              |              | Julie Osorio Estudiante de derecho.                       |                                                            | Eliminados Sin cupo.                              | 2 días  |
| 32/36   |              |              |              |              |              |              |              |              |              |              |              | José Luis Uribe Ingeniero de sistemas.                    |                                                            | Eliminados Sin cupo.                              | 2 días  |
| 32/36   |              |              |              |              |              |              |              |              |              |              |              | Farid Laverde "Paisaman" Estampador.                      |                                                            | Eliminados Sin cupo.                              | 2 días  |

- Etapa 1:

     Participante del equipo Cachacos.
     Participante del equipo Costeños.
     Participante del equipo Emigrantes.
     Participante del equipo Paisas.
     Participante del equipo Santandereanos.
     Participante del equipo Vallunos.
- Etapa 2:

     Participante del equipo Cachacos.
     Participante del equipo Costeños.
     Participante del equipo Emigrantes.
- Etapa 3:

     Participante del equipo Costeños.
     Participante del equipo Emigrantes.
- Etapa 4:

     Participante del equipo Fusión (Competencia individual).

## Equipos

### Etapa 1
- Cachacos: Provenientes de Bogotá.
- Costeños: Provenientes de la costa Caribe Colombiana.
- Paisas: Provenientes de Antioquia y el Eje Cafetero en Colombia.
- Santandereanos: Provenientes de Santander y Norte de Santander en Colombia.
- Vallecaucanos: Provenientes de la región del Valle del Cauca en Colombia.
- Emigrantes: Nacidos en Colombia que hacen vida en el exterior.

| Cachacos                  | Costeños                 | Emigrantes                | Paisas                     | Santandereanos           | Vallecaucanos            |
| ------------------------- | ------------------------ | ------------------------- | -------------------------- | ------------------------ | ------------------------ |
| Shirley Lorena BermúdezE1 | Stephanie CoymatE16      | Sandra MendivelsoE6       | Jennifer MoralesEG         | Maria Fernanda ArdilaEG  | Dayana InchaurreguiEG    |
| Sofia BlanchetE4          | Anaís GutiérrezE12       | Maria Claudia RubioE10    | Astrid Elena VelásquezEG   | Silvia Juliana OrdóñezEG | Paola Andrea RodríguezE3 |
| Aydee Patricia GalvisE9   | Marie Cristine EchavezE8 | Didier de Jesus Castañeda | Julie OsorioEG             | Maryluz LópezE18         | Karen AlegríaEG          |
| Hebert Fabian GuzmánE19   | Jonathan MulfordE17      | José Jesus HenaoE15       | José Luis UribeEG          | Hugo ÁlvarezEG           | Carlos DuránEG           |
| Andrés GaitanE14          | Carlos Adolfo PonnefzE5  | Ludwig Harold MonogaE20   | Miguel Ángel UrreaE11      | John Jairo AgudeloEG     | Ronalth MejiaEG          |
| Arlex Eduardo ÁvilaE7     | John Jairo LariosE13     | Jhovanna RamírezE2        | Farid Laverde "Paisaman"EG | Luis Alberto RangelEG    | Bladimir PlazasEG        |

### Etapa 2
| Cachacos                  | Costeños                 | Emigrantes                |
| ------------------------- | ------------------------ | ------------------------- |
| Shirley Lorena BermúdezE1 | Stephanie CoymatE16      | Sandra MendivelsoE6       |
| Sofia BlanchetE4          | Anais GutiérrezE12       | Maria Claudia RubioE10    |
| Aydee Patricia GalvisE9   | Marie Cristine EchavezE8 | Jhovanna RamírezE2        |
| Fabián GuzmánE19          | Jonathan MulfordE17      | Didier de Jesus Castañeda |
| Andrés GaitanE14          | Carlos Adolfo PoneefzE5  | Ludwig Harold MonogaE20   |
| Arlex ÁvilaE7             | John Jairo LariosE13     | José Jesus HenaoE15       |
| Miguel Ángel UrreaE11     | Maryluz LopezE18         | Paola Andrea RodriguezE3  |

     Participante originalmente del equipo de los Paisas.
     Participante originalmente del equipo de los Santandereanos.
     Participante originalmente del equipo de los Vallecaucanos.

### Etapa 3
| Costeños           | Emigrantes          |
| ------------------ | ------------------- |
| Anais Gutiérrez    | Maria Claudia Rubio |
| Stephanie Coymat   | José Jesus Henao    |
| Jonathan Muldford  | Didier Castañeda    |
| John Jairo Larios  | Ludwig Monoga       |
| Maryluz López      | Aydee Galvis        |
| Miguel Ángel Urrea | Fabián Guzmán       |
| Andrés Gaitán      |                     |

     Participantes originalmente del equipo Cachaco.

### Etapa 4
| Fusión | Fusión | Fusión | Fusión | Fusión | Fusión | Fusión | Fusión | Fusión            |
| ------ | ------ | ------ | ------ | ------ | ------ | ------ | ------ | ----------------- |
|        |        |        |        |        |        |        |        | Didier Castañeda  |
|        |        |        |        |        |        |        |        | Ludwig Monoga     |
|        |        |        |        |        |        |        |        | Fabián Guzmán     |
|        |        |        |        |        |        |        |        | Maryluz López     |
|        |        |        |        |        |        |        |        | Jonathan Mulford  |
|        |        |        |        |        |        |        |        | Stephanie Coymat  |
|        |        |        |        |        |        |        |        | José Jesus Henao  |
|        |        |        |        |        |        |        |        | Andrés Gaitán     |
|        |        |        |        |        |        |        |        | John Jairo Larios |

## Competencias

### Desafío Territorial
Es realizado al inicio de cada ciclo. En él, son disputados los territorios de Playa Alta, Playa Media y Playa Baja, en los que convivirán semanalmente los equipos en competencia. En la primera semana, teniendo en cuenta que había seis grupos, estuvieron en juego también tres territorios especiales, llamados Planchones.
| Etapa 1 | Etapa 1     | Etapa 1    | Etapa 1    | Etapa 1        | Etapa 1        | Etapa 1       | Etapa 1       | Etapa 1       | Etapa 1       | Etapa 1        | Etapa 1        | Etapa 1       | Etapa 1       |
| Semana  | Prueba      | Playa Alta | Playa Alta | Playa Media    | Playa Media    | Playa Baja    | Playa Baja    | Planchón Alto | Planchón Alto | Planchón Medio | Planchón Medio | Planchón Bajo | Planchón Bajo |
| Semana  | Prueba      | 1.er lugar | 1.er lugar | segundo lugar  | segundo lugar  | 3.er Lugar    | 3.er Lugar    | 4.º lugar     | 4.º lugar     | 5.º lugar      | 5.º lugar      | 6.º lugar     | 6.º lugar     |
| ------- | ----------- | ---------- | ---------- | -------------- | -------------- | ------------- | ------------- | ------------- | ------------- | -------------- | -------------- | ------------- | ------------- |
| 1       | Revancha    | Paisas     | Paisas     | Santandereanos | Santandereanos | Costeños      | Costeños      | Emigrantes    | Emigrantes    | Cachacos       | Cachacos       | Vallecaucanos | Vallecaucanos |
| Etapa 2 |             |            |            |                |                |               |               |               |               |                |                |               |               |
| Semana  | Prueba      | Playa Alta | Playa Alta | Playa Alta     | Playa Alta     | Playa Media   | Playa Media   | Playa Media   | Playa Media   | Playa Baja     | Playa Baja     | Playa Baja    | Playa Baja    |
| Semana  | Prueba      | 1.er Lugar | 1.er Lugar | 1.er Lugar     | 1.er Lugar     | segundo Lugar | segundo Lugar | segundo Lugar | segundo Lugar | 3.er Lugar     | 3.er Lugar     | 3.er Lugar    | 3.er Lugar    |
| 1       | [ n 1 ]     | Costeños   | Costeños   | Costeños       | Costeños       | Cachacos      | Cachacos      | Cachacos      | Cachacos      | Emigrantes     | Emigrantes     | Emigrantes    | Emigrantes    |
| 2       | Cubo        | Cachacos   | Cachacos   | Cachacos       | Cachacos       | Emigrantes    | Emigrantes    | Emigrantes    | Emigrantes    | Costeños       | Costeños       | Costeños      | Costeños      |
| 3       | Gladiadores | Cachacos   | Cachacos   | Cachacos       | Cachacos       | Emigrantes    | Emigrantes    | Emigrantes    | Emigrantes    | Costeños       | Costeños       | Costeños      | Costeños      |
| 4       | Ciegos      | Costeños   | Costeños   | Costeños       | Costeños       | Emigrantes    | Emigrantes    | Emigrantes    | Emigrantes    | Cachacos       | Cachacos       | Cachacos      | Cachacos      |
| 5       | Balde       | Costeños   | Costeños   | Costeños       | Costeños       | Cachacos      | Cachacos      | Cachacos      | Cachacos      | Emigrantes     | Emigrantes     | Emigrantes    | Emigrantes    |
| 6       | Banderas    | Emigrantes | Emigrantes | Emigrantes     | Emigrantes     | Costeños      | Costeños      | Costeños      | Costeños      | Cachacos       | Cachacos       | Cachacos      | Cachacos      |
| 7       | Carreta     | Cachacos   | Cachacos   | Cachacos       | Cachacos       | Costeños      | Costeños      | Costeños      | Costeños      | Emigrantes     | Emigrantes     | Emigrantes    | Emigrantes    |
| 8       | Cajón       | Cachacos   | Cachacos   | Cachacos       | Cachacos       | Costeños      | Costeños      | Costeños      | Costeños      | Emigrantes     | Emigrantes     | Emigrantes    | Emigrantes    |
| Etapa 3 |             |            |            |                |                |               |               |               |               |                |                |               |               |
| Semana  | Prueba      | Playa Alta | Playa Alta | Playa Alta     | Playa Alta     | Playa Alta    | Playa Alta    | Playa Baja    | Playa Baja    | Playa Baja     | Playa Baja     | Playa Baja    | Playa Baja    |
| Semana  | Prueba      | 1.er Lugar | 1.er Lugar | 1.er Lugar     | 1.er Lugar     | 1.er Lugar    | 1.er Lugar    | segundo Lugar | segundo Lugar | segundo Lugar  | segundo Lugar  | segundo Lugar | segundo Lugar |
| 9       | [ n 2 ]     | Emigrantes | Emigrantes | Emigrantes     | Emigrantes     | Emigrantes    | Emigrantes    | Costeños      | Costeños      | Costeños       | Costeños       | Costeños      | Costeños      |
| 10      | Relevo      | Costeños   | Costeños   | Costeños       | Costeños       | Costeños      | Costeños      | Emigrantes    | Emigrantes    | Emigrantes     | Emigrantes     | Emigrantes    | Emigrantes    |
| 11      | Perseguidos | Costeños   | Costeños   | Costeños       | Costeños       | Costeños      | Costeños      | Emigrantes    | Emigrantes    | Emigrantes     | Emigrantes     | Emigrantes    | Emigrantes    |
| 12      | Pelotas     | Costeños   | Costeños   | Costeños       | Costeños       | Costeños      | Costeños      | Emigrantes    | Emigrantes    | Emigrantes     | Emigrantes     | Emigrantes    | Emigrantes    |

Notas
1. ↑   Se realizó la reasignación de playas luego de la desaparición como equipo de los Paisas, los Vallecaucanos y los Santandereanos.
2. ↑   Las playas fueron distribuidas de acuerdo al orden de llegada de los capitanes en la última prueba.

### Desafío de Capitanes
En esta prueba, los diferentes equipos deben enviar a un representante para que compita por un premio especial. El primer capitán en lograr el objetivo, es merecedor de una recompensa millonaria y algunos privilegios.
| Etapa 2 | Etapa 2            | Etapa 2            | Etapa 2            | Etapa 2      | Etapa 2                | Etapa 2                | Etapa 2                | Etapa 2                | Etapa 2                | Etapa 2                | Etapa 2                  | Etapa 2                  | Etapa 2                  |
| N.º     | Capitán Ganador    | Capitán Ganador    | Capitán Ganador    | Prueba       | Representante Cachacos | Representante Cachacos | Representante Cachacos | Representante Costeños | Representante Costeños | Representante Costeños | Representante Emigrantes | Representante Emigrantes | Representante Emigrantes |
| ------- | ------------------ | ------------------ | ------------------ | ------------ | ---------------------- | ---------------------- | ---------------------- | ---------------------- | ---------------------- | ---------------------- | ------------------------ | ------------------------ | ------------------------ |
| 1       | Didier Castañeda   | Didier Castañeda   | Didier Castañeda   | Banderas     | Arlex Ávila            | Arlex Ávila            | Arlex Ávila            | Jonathan Mulford       | Jonathan Mulford       | Jonathan Mulford       | Didier Castañeda         | Didier Castañeda         | Didier Castañeda         |
| 2       | John Jairo Larios  | John Jairo Larios  | John Jairo Larios  | Cajones      | Fabián Guzmán          | Fabián Guzmán          | Fabián Guzmán          | John Jairo Larios      | John Jairo Larios      | John Jairo Larios      | Ludwig Monoga            | Ludwig Monoga            | Ludwig Monoga            |
| 3       | Stephanie Coymat   | Stephanie Coymat   | Stephanie Coymat   | Herramientas | Patricia Galvis        | Patricia Galvis        | Patricia Galvis        | Stephanie Coymat       | Stephanie Coymat       | Stephanie Coymat       | Sandra Mendivelso        | Sandra Mendivelso        | Sandra Mendivelso        |
| 4       | Miguel Ángel Urrea | Miguel Ángel Urrea | Miguel Ángel Urrea | Escaleras    | Miguel Ángel Urrea     | Miguel Ángel Urrea     | Miguel Ángel Urrea     | Maryluz López          | Maryluz López          | Maryluz López          | José Jesús Henao         | José Jesús Henao         | José Jesús Henao         |
| 5       | Anaís Gutiérrez    | Anaís Gutiérrez    | Anaís Gutiérrez    | Madero       | Patricia Galvis        | Patricia Galvis        | Patricia Galvis        | Anaís Gutiérrez        | Anaís Gutiérrez        | Anaís Gutiérrez        | María Claudia Rubio      | María Claudia Rubio      | María Claudia Rubio      |
| 6       | Didier Castañeda   | Didier Castañeda   | Didier Castañeda   | Armar        | Arlex Ávila            | Arlex Ávila            | Arlex Ávila            | Marie Cristine Echávez | Marie Cristine Echávez | Marie Cristine Echávez | Didier Castañeda         | Didier Castañeda         | Didier Castañeda         |
| 7       | John Jairo Larios  | John Jairo Larios  | John Jairo Larios  | Arena        | Andrés Gaitán          | Andrés Gaitán          | Andrés Gaitán          | John Jairo Larios      | John Jairo Larios      | John Jairo Larios      | Ludwig Monoga            | Ludwig Monoga            | Ludwig Monoga            |
| 8       | Didier Castañeda   | Didier Castañeda   | Didier Castañeda   | Clavos (*)   | Fabián Guzmán          | Fabián Guzmán          | Fabián Guzmán          | John Jairo Larios      | John Jairo Larios      | John Jairo Larios      | Didier Castañeda         | Didier Castañeda         | Didier Castañeda         |

Notas
(*) El capitán ganador se encargó de distribuir a los miembros del equipo cuyo capitán resultó perdedor.

### Desafíos Regionales
Fueron una serie de competiciones realizadas en la primera etapa del programa. En ellas, se enfrentaron los 6 equipos participantes con el objetivo de asegurarse un cupo en el reality. Al final, solo quedaron 3 grupos, mientras que los restantes tuvieron que elegir a un concursante que continuara en competencia en representación de la región.
| 1 | 31/08/2009 | Catapulta  | Costeños   | Costeños   | Santandereanos | Santandereanos | Paisas        | Paisas        |                |                |
| 1 | 01/09/2009 | Obstáculos | Emigrantes | Emigrantes | Cachacos       | Cachacos       | Vallecaucanos | Vallecaucanos |                |                |
| 1 | 02/09/2009 | Obstáculos | Costeños   | Costeños   | Cachacos       | Cachacos       | Emigrantes    | Emigrantes    | Santandereanos | Santandereanos |

Notas
(Sub) Equipo eliminado de la competencia.

### Desafío de Salvación
Es realizado con el fin de definir el equipo o participante inmune de la semana. El ganador o ganadores de los brazaletes automáticamente se convierten en jueces de la próxima eliminación.
A partir de Fusión (fase individual), se realizan dos competencias, dejando al primer ganador como juez y al segundo como inmune durante la votación.
Desde la semana 14, cada uno de los dos ganadores adquiere la responsabilidad de emitir una sentencia directa en el juicio. Los dos nominados se enfrentarán entonces al Desafío a Muerte.
| Etapa 2 | Etapa 2    | Etapa 2         | Etapa 2          | Etapa 2          | Etapa 2          | Etapa 2          | Etapa 2          | Etapa 2          | Etapa 2       | Etapa 2       | Etapa 2       | Etapa 2       | Etapa 2       | Etapa 2     |
| Semana  | Emisión    | Prueba          | Ganadores        | Ganadores        | Ganadores        | Ganadores        | Perdedores       | Perdedores       | Perdedores    | Perdedores    | Perdedores    | Perdedores    | Perdedores    | Perdedores  |
| ------- | ---------- | --------------- | ---------------- | ---------------- | ---------------- | ---------------- | ---------------- | ---------------- | ------------- | ------------- | ------------- | ------------- | ------------- | ----------- |
| 1       | 03/09/2009 | Ciegos          | Costeños         | Costeños         | Costeños         | Costeños         | Cachacos         | Cachacos         | Cachacos      | Cachacos      | Emigrantes    | Emigrantes    | Emigrantes    | Emigrantes  |
| 2       | 09/09/2009 | Tronco          | Cachacos         | Cachacos         | Cachacos         | Cachacos         | Costeños         | Costeños         | Costeños      | Costeños      | Emigrantes    | Emigrantes    | Emigrantes    | Emigrantes  |
| 3       | 16/09/2009 | De cabeza       | Cachacos         | Cachacos         | Cachacos         | Cachacos         | Costeños         | Costeños         | Costeños      | Costeños      | Emigrantes    | Emigrantes    | Emigrantes    | Emigrantes  |
| 4       | 23/09/2009 | Bolsas          | Emigrantes       | Emigrantes       | Emigrantes       | Emigrantes       | Cachacos         | Cachacos         | Cachacos      | Cachacos      | Costeños      | Costeños      | Costeños      | Costeños    |
| 5       | 30/09/2009 | Game Over       | Emigrantes       | Emigrantes       | Emigrantes       | Emigrantes       | Costeños         | Costeños         | Costeños      | Costeños      | Cachacos      | Cachacos      | Cachacos      | Cachacos    |
| 6       | 07/10/2009 | Frisby          | Costeños         | Costeños         | Costeños         | Costeños         | Cachacos         | Cachacos         | Cachacos      | Cachacos      | Emigrantes    | Emigrantes    | Emigrantes    | Emigrantes  |
| 7       | 14/10/2009 | Equilibrio      | Costeños         | Costeños         | Costeños         | Costeños         | Emigrantes       | Emigrantes       | Emigrantes    | Emigrantes    | Cachacos      | Cachacos      | Cachacos      | Cachacos    |
| 8       | 21/10/2009 | Baloncesto      | Emigrantes       | Emigrantes       | Emigrantes       | Emigrantes       | Costeños         | Costeños         | Costeños      | Costeños      | Cachacos      | Cachacos      | Cachacos      | Cachacos    |
| Etapa 3 |            |                 |                  |                  |                  |                  |                  |                  |               |               |               |               |               |             |
| Semana  | Emisión    | Prueba          | Ganadores        | Ganadores        | Ganadores        | Ganadores        | Ganadores        | Ganadores        | Perdedores    | Perdedores    | Perdedores    | Perdedores    | Perdedores    | Perdedores  |
| 9       | 27/10/2009 | Derribados      | Costeños         | Costeños         | Costeños         | Costeños         | Costeños         | Costeños         | Emigrantes    | Emigrantes    | Emigrantes    | Emigrantes    | Emigrantes    | Emigrantes  |
| 10      | 29/10/2009 | Rodando         | Costeños         | Costeños         | Costeños         | Costeños         | Costeños         | Costeños         | Emigrantes    | Emigrantes    | Emigrantes    | Emigrantes    | Emigrantes    | Emigrantes  |
| 11      | 03/11/2009 | Acuario         | Emigrantes       | Emigrantes       | Emigrantes       | Emigrantes       | Emigrantes       | Emigrantes       | Costeños      | Costeños      | Costeños      | Costeños      | Costeños      | Costeños    |
| 12      | 08/11/2009 | Tablas          | Emigrantes       | Emigrantes       | Emigrantes       | Emigrantes       | Emigrantes       | Emigrantes       | Costeños      | Costeños      | Costeños      | Costeños      | Costeños      | Costeños    |
| Etapa 4 |            |                 |                  |                  |                  |                  |                  |                  |               |               |               |               |               |             |
| Semana  | Emisión    | Prueba 1        | Ganador 1        | Ganador 1        | Ganador 1        | Ganador 1        | Ganador 1        | Ganador 1        | Ganador 2     | Ganador 2     | Ganador 2     | Ganador 2     | Ganador 2     | Prueba 2    |
| 13      | 12/11/2009 | 8 banderas      | Ludwig Monoga    | Ludwig Monoga    | Ludwig Monoga    | Ludwig Monoga    | Ludwig Monoga    | Ludwig Monoga    | Maryluz López | Maryluz López | Maryluz López | Maryluz López | Maryluz López | Resistencia |
| 14      | 16/11/2009 | Matemáticas     | Didier Castañeda | Didier Castañeda | Didier Castañeda | Didier Castañeda | Didier Castañeda | Didier Castañeda | Ludwig Monoga | Ludwig Monoga | Ludwig Monoga | Ludwig Monoga | Ludwig Monoga | Fichas      |
| 15      | 19/11/2009 | Flechas         | Jonathan Mulford | Jonathan Mulford | Jonathan Mulford | Jonathan Mulford | Jonathan Mulford | Jonathan Mulford | Ludwig Monoga | Ludwig Monoga | Ludwig Monoga | Ludwig Monoga | Ludwig Monoga | Parejas     |
| 16      | 23/11/2009 | Catapulta       | Didier Castañeda | Didier Castañeda | Didier Castañeda | Didier Castañeda | Didier Castañeda | Didier Castañeda | Ludwig Monoga | Ludwig Monoga | Ludwig Monoga | Ludwig Monoga | Ludwig Monoga | A ciegas    |
| 16      | 26/11/2009 | Puntería        | Ludwig Monoga    | Ludwig Monoga    | Ludwig Monoga    | Ludwig Monoga    | Ludwig Monoga    | Ludwig Monoga    | Fabián Guzmán | Fabián Guzmán | Fabián Guzmán | Fabián Guzmán | Fabián Guzmán | Enredados   |
| 16      | 30/11/2009 | Rompecabezas 3D | Didier Castañeda | Didier Castañeda | Didier Castañeda | Didier Castañeda | Didier Castañeda | Didier Castañeda | Fabián Guzmán | Fabián Guzmán | Fabián Guzmán | Fabián Guzmán | Fabián Guzmán | Grillete    |

### Desafío Final
Es realizado luego del Desafío de Salvación y en él se enfrentan los perdedores de dicha competencia. El equipo ganador obtendrá la inmunidad ante el inminente juicio, mientras que el perdedor será sometido a votación y sus integrantes quedarán en riesgo de salir.
| Etapa 2 | Etapa 2    | Etapa 2    | Etapa 2    | Etapa 2    | Etapa 2    | Etapa 2    | Etapa 2    | Etapa 2    | Etapa 2    | Etapa 2    |
| Semana  | Emisión    | Prueba     | Ganadores  | Ganadores  | Ganadores  | Ganadores  | Perdedores | Perdedores | Perdedores | Perdedores |
| ------- | ---------- | ---------- | ---------- | ---------- | ---------- | ---------- | ---------- | ---------- | ---------- | ---------- |
| 1       | 04/09/2009 | Lucha      | Emigrantes | Emigrantes | Emigrantes | Emigrantes | Cachacos   | Cachacos   | Cachacos   | Cachacos   |
| 2       | 10/09/2009 | Lodo       | Costeños   | Costeños   | Costeños   | Costeños   | Emigrantes | Emigrantes | Emigrantes | Emigrantes |
| 3       | 17/09/2009 | Estaciones | Costeños   | Costeños   | Costeños   | Costeños   | Emigrantes | Emigrantes | Emigrantes | Emigrantes |
| 4       | 24/09/2009 | Cuerda     | Costeños   | Costeños   | Costeños   | Costeños   | Cachacos   | Cachacos   | Cachacos   | Cachacos   |
| 5       | 01/10/2009 | Viga       | Cachacos   | Cachacos   | Cachacos   | Cachacos   | Costeños   | Costeños   | Costeños   | Costeños   |
| 6       | 08/10/2009 | Poste      | Cachacos   | Cachacos   | Cachacos   | Cachacos   | Emigrantes | Emigrantes | Emigrantes | Emigrantes |
| 7       | 15/10/2009 | Laberinto  | Emigrantes | Emigrantes | Emigrantes | Emigrantes | Cachacos   | Cachacos   | Cachacos   | Cachacos   |
| 8       | 22/10/2009 | Barra      | Costeños   | Costeños   | Costeños   | Costeños   | Cachacos   | Cachacos   | Cachacos   | Cachacos   |

### Desafío de Salvación Individual
Es la última oportunidad que tienen los integrantes del equipo perdedor para salvarse de la eliminación. El ganador obtiene la inmunidad y es el responsable de decidir en el juicio en caso de que se presente un empate.
| Etapa 2 | Etapa 2    | Etapa 2         | Etapa 2   | Etapa 2           |
| Semana  | Emisión    | Equipo perdedor | Prueba    | Salvado           |
| ------- | ---------- | --------------- | --------- | ----------------- |
| 1       | 05/09/2009 | Cachacos        | Clavos    | Arlex Ávila       |
| 2       | 11/09/2009 | Emigrantes      | Figuras   | Didier Casañeda   |
| 3       | 18/09/2009 | Emigrantes      | Figuras   | Didier Casañeda   |
| 4       | 25/09/2009 | Cachacos        | Memoria   | Fabián Guzmán     |
| 5       | 02/10/2009 | Costeños        | Bolos     | John Jairo Larios |
| 6       | 09/10/2009 | Emigrantes      | Cubos     | Didier Castañeda  |
| 7       | 16/10/2009 | Cachacos        | Vueltas   | Andrés Gaitán     |
| 8       | 23/10/2009 | Cachacos        | Barras    | Fabián Guzmán     |
| Etapa 3 |            |                 |           |                   |
| Semana  | Emisión    | Equipo perdedor | Prueba    | Salvado           |
| 9       | 28/10/2009 | Emigrantes      | Estrellas | Ludwig Monoga     |
| 10      | 01/11/2009 | Emigrantes      | Esposas   | Didier Castañeda  |
| 11      | 05/11/2009 | Costeños        | Silla     | John Jairo Larios |
| 12      | 10/11/2009 | Costeños        | Palos     | Stephanie Coymat  |

## Eliminación

### Juicio
Es una votación realizada entre los integrantes del equipo perdedor de la semana. En cada juicio se deben realizar dos elecciones consecutivas, de modo que salen dos sentenciados los cuales quedan parcialmente en riesgo de salir. Entonces, el equipo que realiza la labor de juez, es decir el ganador del Desafío de Salvación, es el encargado de decidir cuál de los dos nominados debe abandonar la competencia.
| Etapa 2 | Etapa 2            | Etapa 2             | Etapa 2             |
| Semana  | Primer Sentenciado | Segundo Sentenciado | Eliminado           |
| ------- | ------------------ | ------------------- | ------------------- |
| 1       | Sofía Blanchet     | Shirley Bermúdez    | Shirley Bermúdez    |
| 2       | Jhovanna Ramírez   | Paola Rodríguez     | Jhovanna Ramírez    |
| 3       | Paola Rodríguez    | María Claudia Rubio | Paola Rodríguez     |
| 4       | Sofía Blanchet     | Patricia Galvis     | Sofía Blanchet      |
| 5       | Carlos Ponnefz     | Maryluz López       | Carlos Ponnefz      |
| 6       | Sandra Mendivelso  | María Claudia Rubio | Sandra Mendivelso   |
| 7       | Arlex Ávila        | Miguel Ángel Urrea  | Arlex Ávila         |
| 8       | Miguel Ángel Urrea | Patricia Galvis     | Miguel Ángel Urrea  |
| Etapa 3 |                    |                     |                     |
| 9       | José Jesús Henao   | Patricia Galvis     | Patricia Galvis     |
| 10      | José Jesús Henao   | María Claudia Rubio | María Claudia Rubio |
| 11      | Maryluz López      | Miguel Ángel Urrea  | Miguel Ángel Urrea  |
| 12      | Anaís Gutiérrez    | Maryluz López       | Anaís Gutiérrez     |
| Etapa 4 |                    |                     |                     |
| 13      | John Jairo Larios  | Jonathan Mulford    | John Jairo Larios   |

### Desafío a Muerte
Es una modalidad implementada a partir de la segunda semana de la Fusión. En esta competencia, se enfrentan los dos sentenciados de la semana por asegurar su cupo dentro del programa. El ganador continúa en juego, mientras que el perdedor debe abandonar el reality.
| Etapa 4 | Etapa 4    | Etapa 4          | Etapa 4            | Etapa 4             | Etapa 4          |
| Semana  | Emisión    | Prueba           | Primer Sentenciado | Segundo Sentenciado | Eliminado        |
| ------- | ---------- | ---------------- | ------------------ | ------------------- | ---------------- |
| 14      | 18/11/2009 | 7 escaleras      | Andrés Gaitán      | Jonathan Mulford    | Andrés Gaitán    |
| 15      | 22/11/2009 | Bandera-candados | José Jesús Henao   | Stephanie Coymat    | José Jesús Henao |
| 16      | 25/11/2009 | Arrastre         | Stephanie Coymat   | Jonathan Mulford    | Stephanie Coymat |
| 17      | 29/11/2009 | Carreta          | Jonathan Mulford   | Maryluz López       | Jonathan Mulford |
| 18      | 02/12/2009 | Resistencia      | Maryluz López      | Ludwig Monoga       | Maryluz López    |

## Final

### Prueba final
La prueba final se realizó el 4 de diciembre de 2009, donde participaron los 3 semifinalistas en competencia. El perdedor de la prueba fue automáticamente eliminado y los dos ganadores pasaron a ser los finalistas del Desafío 2009.
| Semifinalistas   | Finalistas       |
| ---------------- | ---------------- |
| Didier Castañeda | Didier Castañeda |
| Fabián Guzmán    | Ludwig Monoga    |
| Ludwig Monoga    |                  |

### Gran Final
La gran final se llevó a cabo el día 8 de diciembre de 2009, en la cual los 2 finalistas se enfrentaron
a la votación del público en todo el país. El que obtuviera más porcentaje de votos se coronaría como el ganador de la temporada.
| Finalistas       | Ganador del Desafío |
| ---------------- | ------------------- |
| Didier Castañeda | Didier Castañeda    |
| Ludwig Monoga    | Didier Castañeda    |